# Melchior Thalmann
Melchior Thalmann (Suiza, 21 de mayo de 1924-28 de agosto de 2013) fue un gimnasta artístico suizo, dos veces subcampeón olímpico en el concurso por equipos, en Londres 1948 y Helsinki 1952.

## Carrera deportiva
Sus mayores triunfos son haber conseguido dos veces el subcampeonato olímpico en el concurso por equipos en Londres 1948 —tras los finlandeses y por delante de los húngaros— y en Helsinki 1952 —tras los soviéticos y por delante de los finlandeses—; además ha logrado el bronce también por equipo en el Mundial de Roma 1954, en esta ocasión situados en el podio tras los soviéticos y japoneses.